# Kazue Morisaki
Pour les articles homonymes, voir Morisaki.
Kazue Morisaki (ja, 森崎 和江); née le 20 avril 1927 à Daegu en Corée  et morte le 15 juin 2022, est une écrivaine japonaise.

## Biographie
Kazue Morisaki naît en 1927 en territoire coréen, alors colonisé par le Japon. Son père y était affecté comme directeur de collège. Il est un des représentants de l'autorité japonaise, mais sympathise pour autant  avec des membres du mouvement d'indépendance coréen. Elle fréquente l'école pour jeunes filles de Fukuoka (aujourd'hui Université pour femmes de Fukuoka).
À partir de 1950, elle écrit des poèmes pour la revue de poésie Boin de Yutaka Maruyama. Plus tard elle publie au mouvement et la revue Sākuru Mura en compagnie du poète communiste Tanigawa Gan et de l'historien Eishin Ueno.
Dans ses ouvrages, tels que Makkura (1961), Daisan no sei (1965) et Karayuki-san (1976), elle traite régulièrement de l'oppression des individus, en particulier des travailleurs et des femmes, par l'action de l’État. Dans ses œuvres ultérieures comme Inochi hibikiau (1998), elle réfléchit sur les liens qui unissent les hommes et la Nature. Keishu wa haha no yobigoe, publié en 1984 est un récit autobiographique. Elle y revient sur son enfance hors du Japon, dans des territoires colonisés, qui a une influence déterminante sur son parcours, ses écrits et son imaginaire,.